# 鈴木忠兵衛 (横須賀市長)
鈴木 忠兵衛（忠兵衞、すずき ちゅうべえ、1865年10月1日（慶応元年8月12日）- 1921年（大正10年）6月8日）は、日本の政治家。衆議院議員、神奈川県横須賀市長。幼名・政太郎。

## 経歴
相模国三浦郡横須賀村（のち神奈川県三浦郡横須賀町旭町、現:横須賀市）で、鈴木勝三郎（忠兵衛、初代横須賀町長）、エイ夫妻の長男として生まれる。1891年4月、父の死去に伴い2代忠兵衛を襲名した。
1898年8月の第6回衆議院議員総選挙で神奈川県第三区から選出された徳増源太郎が辞任し、その補欠選挙で当選し1899年9月に衆議院議員に就任。立憲政友会に所属して衆議院議員を一期務めた。
1904年、横須賀町長に就任。1906年12月、豊島町と合併して新横須賀町が誕生すると同町長事務取扱となり、1907年2月、同町が市制施行し横須賀市長事務取扱に就任。同年5月17日、初代横須賀市長に就任し、諸規定の制定、市庁舎の建設などに尽力し、1909年4月18日に市長を辞職した。
その他、横須賀市会議員、同参事会員、横須賀市消防組初代組頭などを務めた。